# Szpiglasowa Czuba
Szpiglasowa Czuba, Szpiglasowy Kopiniec (słow. Malý Hrubý štít niem. Kleiner Liptauer Grenzbergu, węg. Kis-Liptói-határhegy) – szczyt o wysokości ok. 2160 m położony w głównej grani Tatr, w jej fragmencie zwanym Szpiglasową Granią. Biegnie nią granica polsko-słowacka. Szpiglasowa Czuba wznosi się pomiędzy Wyżnimi Szpiglasowymi Wrótkami (ok. 2135 m), oddzielającymi go od Szpiglasowego Wierchu, a Pośrednimi Szpiglasowymi Wrótkami (ok. 2110 m). Stoki północno-wschodnie opadają do polskiej Doliny za Mnichem, południowo-zachodnie do słowackiej Doliny Ciemnosmreczyńskiej (Temnosmrečinská dolina).
Grań szczytowa Szpiglasowej Czuby jest prawie pozioma, ale wznoszą się w niej liczne zęby skalne. Najwyższa kulminacja, zwieńczona słupkiem granicznym i metalową tyką, znajduje się w pobliżu północno-zachodniego krańca tej grani. Na północny wschód, do Doliny za Mnichem, opada ściana o wysokości ok. 130 metrów. Od strony Doliny Ciemnosmreczyńskiej znajdują się 50-metrowe ścianki, poniżej których rozciąga się trawiasto-skaliste zbocze.
Do 1962 roku szczyt pozostawał bezimienny. Autorem nazwy jest Bernard Uchmański, który wtedy wraz z Urszulą Gorczyńską poprowadził pierwszą drogę wspinaczkową na północno-wschodniej ścianie. Na wojskowej mapie topograficznej z 1984 r. zwany jest Szpiglasowym Kopińcem (jest to nazwa autorstwa Witolda H. Paryskiego).
Pierwszego wejścia na szczyt dokonał Janusz Mączka 27 lipca 1966 roku. Pokonał on wtedy całą Szpiglasową Grań bez obejść trudniejszych fragmentów.
Z racji trudności technicznych nawet najłatwiejszą drogą (II w skali tatrzańskiej) szczyt jest dostępny jedynie dla taterników. Obecnie jednak wspinaczka nie jest tu dozwolona.

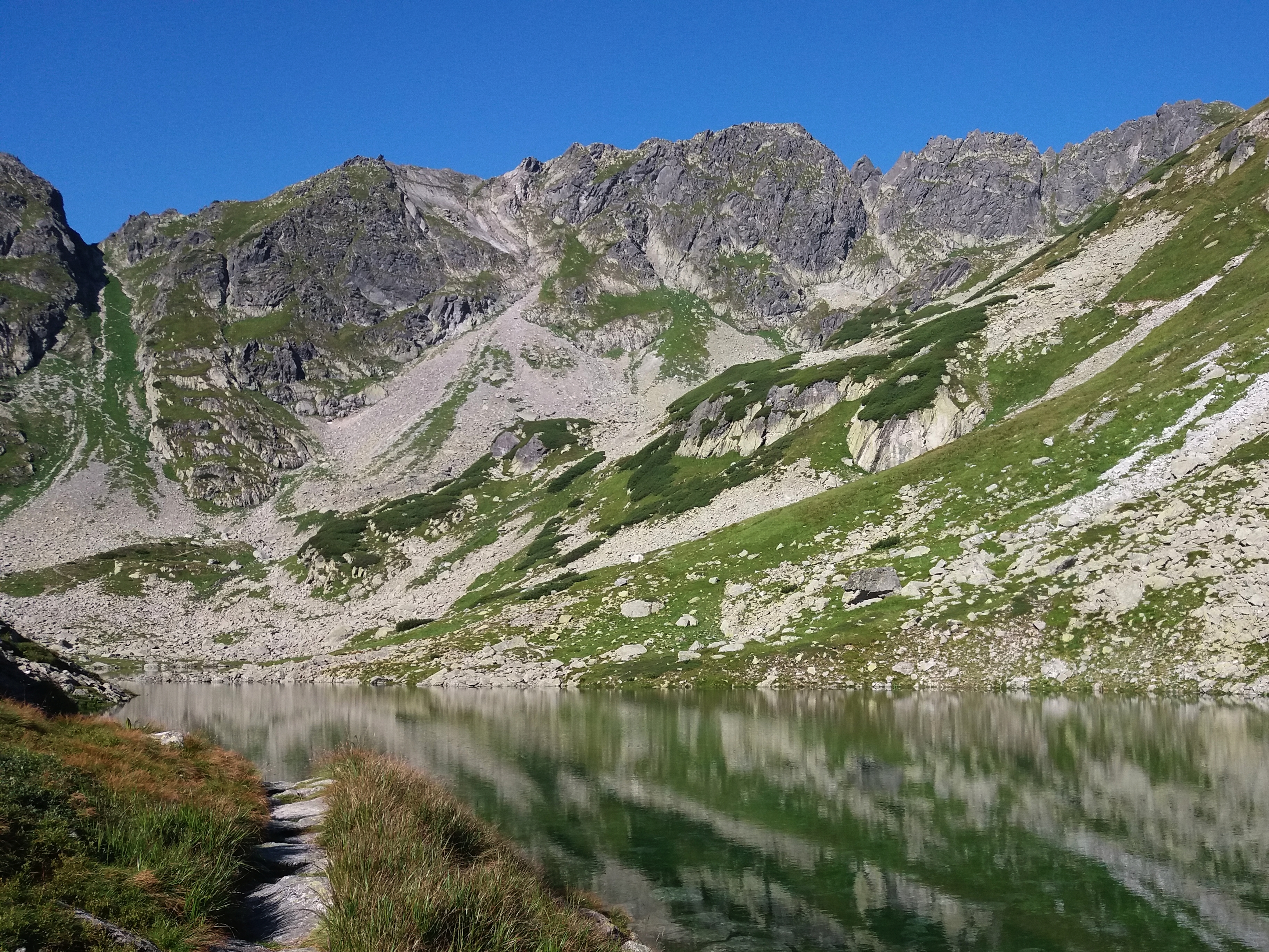
Widok z Doliny za Mnichem